# Duane Koslowski
Duane Edward Koslowski (16. srpna 1959, Watertown, Jižní Dakota, USA – 2. února 2025) byl americký zápasník specializující se na řecko-římský zápas. V roce 1988 na hrách v Soulu obsadil osmé místo v kategorii do 130 kg. Je také držitelem zlaté medaile z panamerických her z roku 1987 a v roce 1986 obsadil 4. místo na mistrovství světa. Jeho dvojčetem byl zápasník Dennis Koslowski.